# Фушун
Фушун е град в провинция Ляонин, Източен Китай. Населението му е 1 340 205 жители (преброяване 2010 г.) Площта му е 713 кв. км. Намира се в часова зона UTC+8; разположен е на река. Пощенският му код е 24. Градът е окупиран от Русия до 1905 г. и от Япония до 1945 г. Населението на административния район е 2 138 090 жители.
Административно Фушун е разделен на 7 района. На 40 км от града има летище. Има 2 пристанища на 400 и 200 км от града, с които градът се свързва посредством добре изградени магистрали. Градът е имал футболен отбор, който поради невъзможност да си плаща наема на местния стадион се е преместил в Пекин. Градът също има много добър женски отбор по тенис на маса.